# Ghiacciaio Haefeli
Il ghiacciaio Haefeli (in inglese Haefeli Glacier) è un ghiacciaio lungo circa 10 km e largo 3,5, situato sulla costa di Loubet, nella parte occidentale della Terra di Graham, in Antartide. Il ghiacciaio, il cui punto più alto si trova 856 m s.l.m., si trova in particolare a nord-ovest del ghiacciaio Finsterwalder, sulla penisola Pernik, e fluisce in direzione sud-sudovest fino ad unire il proprio flusso a quello del ghiacciaio Sharp, che poi fluisce fino a entrare nel fiordo di Lallemand.

## Storia
Il ghiacciaio Haefeli è stato mappato nel 1946-47 dal British Antarctic Survey, che all'epoca si chiamava ancora Falkland Islands and Dependencies Survey, ed è stato così battezzato in onore di Robert Haefeli, un glaciologo svizzero.